# Proboscidactyla brooksi
Proboscidactyla brooksi är en nässeldjursart som först beskrevs av Mayer 1910.  Proboscidactyla brooksi ingår i släktet Proboscidactyla och familjen Proboscidactylidae. Inga underarter finns listade i Catalogue of Life.